# Моя американська дружина
Моя американська дружина (англ. My American Wife) — американська мелодрама Сема Вуда 1922 року.

## У ролях
- Глорія Суонсон — Наталі Честер
- Антоніо Морено — Мануель Ла Тесса
- Джозеф Свікард — Дон Фернандо Де Контас
- Ерік Мейн — Карлос Де Контас
- Джино Коррадо — Педро Де Контас
- Едіт Чепман — Донна Ізабелла Ла Тесса
- Ейлін Прінгл — Гортензія Де Верета
- Волтер Лонг — Гомес
- Френк Батлер — Горацій Бересфорд